# Amar Kudin
Amar Kudin (Makarska, Croacia, 9 de agosto de 1992-Roma, 18 de noviembre de 2024)fue un jugador de rugby italiano nacido en Croacia que jugó en la posición de hooker.

## Carrera

### Club
| Periodo   | Club             |
| --------- | ---------------- |
| 2012-2014 | Amatori San Dona |
| 2014-2015 | Benetton Rugby   |
| 2015-2016 | Amatori San Dona |
| 2016-2024 | Fiamme Oro Rugby |

### Selección nacional
Jugó para la selección sub-20 de Italia en dos ocasiones entre 2010 y 2011 anotando cinco puntos.

## Muerte
Kudin murió en un accidente de tráfico de noche en Roma el 18 de noviembre de 2024 a los 32 años.